# 帕维尔·诺沃提尼 (演员)
帕維爾·諾沃特尼（Pavel Novotný，1977年2月5日—）本名亚罗斯拉弗·伊瑞克（Jaroslav Jirík），是一位捷克男男色情演員。

## 簡介
帕維爾以俊秀的面容和健壯的體型著稱。他未割包皮的陰莖據稱勃起後有21到28公分。雖然攻受兩種角色他都扮演過，但是以前者為多。在1999年，他初次踏足在色情片界。
他使用過好幾個藝名：Pavel Novotný、Max Orloff、Jakub Moltin、Jaroslav。在Studio 2000 Video所發行的影片中，他用的是Pavel這個名字。而Max Orloff 這個名字則是替Bel Ami拍片時使用（不過在Bel Ami的第一部片他用的是Jaroslav）。除了上面幾個藝名，他也曾以Brad這個名字在VirtuaGay這個網站的一系列個人影片中表演。
從下面這件事看出他曾經有多當紅：由George Duroy引入Bel Ami的演員都是專屬於這家公司的，然而帕維爾·諾沃特尼卻可以同時活躍於其他公司。George Duroy並沒有因為這樣的情況而停止與他的合作，相反地，讓他不斷在Bel Ami的影片裡出現。George Duroy曾經表示，帕維爾·諾沃特尼是第一個與Lukas Ridgeston有相同水準的演員，而Lukas Ridgeston是被票選為「Hottest Gay Porn Star of All Time」的人。帕維爾·諾沃特尼在2004年以后，退出色情片行业。帕維爾·諾沃特尼2007年在新浪开通博客。